# 페라리 348
페라리 348(영어: Ferrari 348)은 페라리에서 1989년부터 1995년까지 생산했던 스포츠카이다. 총 8,844량이다.